# 돈 테리

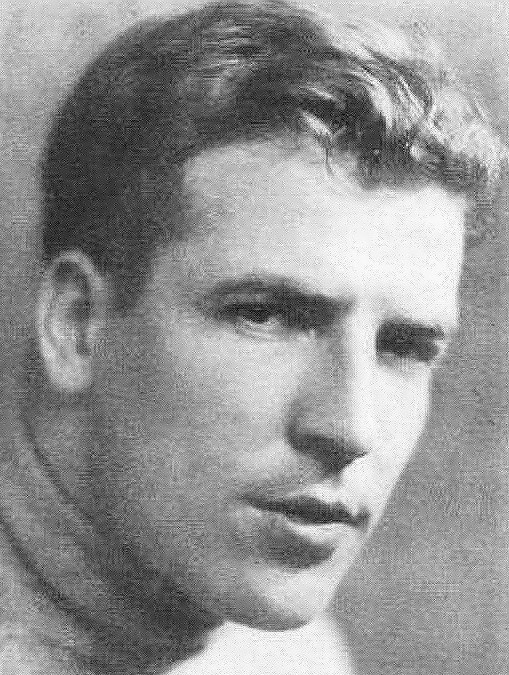

돈 테리(Don Terry, 1902년 8월 8일 ~ 1988년 10월 6일)는 미국의 배우, 권투 선수이다.

## 영화
- 화이트 세비지 (1943년)
- 돈 윈슬로 오브 더 코스트 (1943년)
- 돈 윈슬로 오브 더 네이비 (1942년)
- 인 더 네이비 (1941년)
- 첫 항해 (1933년)
- 언테임드 (1929년)